# Oxikalorisches Äquivalent
Das oxikalorische Äquivalent ist eine Kenngröße der Bioenergetik und ist immer einem Betriebsstoff zugeordnet. Es gibt an, wie viel Energie bei einem Stoffwechselprozess freigesetzt wird, der ein festgelegtes Volumen oder eine festgelegte Stoffmenge an Sauerstoff verbraucht. 
Die Einheit des oxikalorischen Äquivalents ist daher {\displaystyle \textstyle {\frac {J}{l_{\text{O2}}}}} oder {\displaystyle \textstyle {\frac {J}{mol_{\text{O2}}}}}.
Für Kohlenhydrate liegt der Wert bei 21,1 und bei Fetten bei 19,8 kJ pro Liter Sauerstoff.